# Электрохимприбор
«Электрохимприбор» (сокращённо ЭХП) — предприятие атомной промышленности России, градообразующее предприятие ЗАТО — города Лесного, основная деятельность предприятия заключается в производстве ядерных боеприпасов.
Юридический адрес: 624203, Свердловская область, г. Лесной, проспект Коммунистический, д. 6а.

## История
Предприятие было основано 19 июня 1947 года как завод по разделению изотопов урана электромагнитным методом. Первым директором завода № 814 был назначен Дмитрий Ефимович Васильев, переведённый из Омска где он до этого являлся директором завода № 174. 
Первую продукцию завод выпустил в декабре 1950 года. Это был изотоп урана-235, используемый в качестве топлива для ядерных реакторов и оружия. 
В 1951 году советское правительство сменило профиль комбината на выпуск атомных бомб. Решение о создании завода № 418 (Электрохимприбор — ЭХП) по серийному выпуску ядерных боеприпасов в городе Свердловске-45 было предписано Постановлением Совета Министров СССР от 15 сентября 1951 года № 3506—1628сс/оп. Ежегодно на заводе производилось по 60 единиц.
Начиная с 1956 года на ЭХП была организована сборка ядерных зарядов разработки КБ-11. С 1958 года ЭХП начал выпуск специзделий разрабатываемых НИИ-1011. С 1959 года ЭХП приступил к производству ядерных боевых частей разрабатываемых в КБ-25. В последующем на заводе производились различные виды ЯБП, которые предназначались для оснащения средств доставки самых разных типов.
В 1962 году «за высокие показатели в труде» Указом Президиума Верховного Совета СССР Комбинат «Электрохимприбор» был награждён орденом Ленина. В 1983 году  «за создание и выпуск новой спецтехники» Указом Президиума Верховного Совета СССР Комбинат «Электрохимприбор» был награждён орденом Октябрьской революции.  
Пяти работникам ЭХП было присвоено звание Герой Социалистического Труда, пяти — лауреатов Ленинской премии, двадцати двум — лауреатов Сталинской и Государственной премий. 
В 1990-х предприятие частично сменило спектр деятельности, занимаясь разборкой и утилизацией спецтехники. В 2007 с появлением госкорпорации «Росатом» уральский ядерный комбинат становится частью её структуры. Завод освоил производство продукции для нефтегазовой и энергетической отрасли, а также геофизического комплекса.  
В 2020 году на предприятии ввели в эксплуатацию промышленный центр по производству специзделий и их составных частей.

## Награды
- В 1962 году «за высокие показатели в труде» Указом Президиума Верховного Совета СССР Приборостроительный завод был награждён орденом Ленина
- В 1967 году Комбинату передано на вечное хранение Памятное красное знамя ЦК КПСС, Президиума Верховного Совета СССР, Совета Министров СССР и ВЦСПС как символ трудовой доблести коллектива.
- В 1983 году  «за создание и выпуск новой спецтехники» Указом Президиума Верховного Совета СССР Комбинат «Электрохимприбор» был награждён орденом Октябрьской революции

## Директора
- Васильев, Дмитрий Ефимович (1947—1955)
- Мальский, Анатолий Яковлевич (1955—1971)
- Надпорожский, Лев Иванович (1971—1979)
- Галин, Александр Иванович (1979—1989)
- Митюков, Анатолий Владимирович (1989—1991)
- Поляков, Леонид Алексеевич (1991—2004)
- Муравлёв, Герман Константинович (сентябрь 1993—март 1994)
- Настин, Сергей Владимирович (2004—2009)
- Новиков, Андрей Владимирович (2009—2017)
- Жамилов, Сергей Альбертович (2017— настоящее время)

## Известные сотрудники
- Аблогин, Василий Егорович (1927—2018) — лауреат Государственной премии СССР
- Вотяков, Игорь Александрович — лауреат Государственной премии СССР
- Чертовиков, Михаил Павлович (1927—2023) — Герой Социалистического Труда
- Шматков, Юрий Дмитриевич (1929—1970) — лауреат Государственной премии СССР